# Memphis polyxo
Espèce
Memphis polyxo est une espèce d'insectes lépidoptères (papillons) de la famille des Nymphalidae, de la sous-famille des Charaxinae et du genre Memphis.

## Dénomination
Memphis polyxo a été décrit par Herbert Druce en 1874 sous le nom initial de Paphia polyxo.
Synonyme : Anaea polyxo; Emphis polyxo.

### Nom vernaculaire
Memphis polyxo se nomme Polyxo Leafwing en anglais.

## Description
Memphis polyxo est un papillon d'une envergure d'environ 58 mm, aux ailes antérieures à bord costal bossu, apex angulaire et bord externe presque droit.
Le dessus est bleu marine orné d'une bande bleu métallisé, submarginale aux ailes antérieures, marginale aux ailes postérieures.
Le revers est marron foncé brillant et simule une feuille morte.

## Écologie et distribution
Memphis polyxo est présent en Colombie, en Bolivie,  en Équateur, au Pérou et au Brésil,.

### Biotope
Memphis polyxo réside dans la forêt tropicale humide entre 200 m et 1 000 m.

### Protection
Pas de statut de protection particulier.